# Cao Bá Nhạ
Cao Bá Nhạ (高伯迓, ? - ?) là một nhà thơ ở thế kỷ 19 trong văn học Việt Nam.

## Cuộc đời
Cao Bá Nhạ, người làng Phú Thị, huyện Gia Lâm, tỉnh Bắc Ninh, nay là xã Phú Thị huyện Gia Lâm thuộc ngoại thành Hà Nội. Ông là con Cao Bá Đạt, và là cháu gọi Cao Bá Quát là chú ruột.
Hiện chưa biết Cao Bá Nhạ có đỗ đạt không, có làm quan không, chỉ biết ông là người giỏi việc văn chương.
Năm 1855, sau khi cuộc khởi nghĩa Mỹ Lương do chú ruột của ông là Cao Bá Quát lãnh đạo thất bại, dòng họ Cao chịu hình phạt tru di tam tộc, thì ông phải cải dạng đổi tên chạy trốn khắp nơi.
Cuối cùng, ông ẩn cư ở vùng Hương Sơn, huyện Mỹ Đức, tỉnh Hà Đông (nay thuộc Hà Nội) kiếm sống bằng nghề dạy học. Ở đây, ông lấy vợ sinh con, nhưng chỉ sống yên ấm được khoảng tám năm thì bị tố giác. Ông bị bắt và bị giải qua các nhà lao ở Hà Nội, Hải Dương, Bắc Ninh.
Trong ngục, Cao Bá Nhạ viết một bài biểu trần tình (Trần tình văn) và một khúc ngâm (Tự tình khúc) trình lên nhà cầm quyền để tự minh oan cho mình, nhưng vẫn bị triều đình Huế đày lên mạn ngược (không tài liệu nào ghi địa danh cụ thể) và rồi chết ở đấy.

## Tác phẩm
Hiện chỉ mới tìm thấy hai tác phẩm của Cao Bá Nhạ, đó là:
- Trần tình văn hay còn gọi là Cao Bá Nhạ trần tình trạng. Đây là một bài biểu bằng chữ Hán, theo lối tứ lục.
- Tự tình khúc, được viết bằng chữ Nôm theo lối song thất lục bát dài 608 câu (Xem chi tiết ở trang Tự tình khúc).

Đánh giá sơ lược hai tác phẩm này, Bách khoa toàn thư Việt Nam có đoạn:
Bài "Trần tình văn" bằng chữ Hán và bài "Tự tình khúc" bằng chữ Nôm đều viết khi Cao Bá Nhạ ngồi trong ngục chờ ra pháp trường. Cao Bá Nhạ bày tỏ tâm sự của mình. Nội dung hai bài giống nhau, có chỗ nói về Cao Bá Quát không đúng sự thật, chỉ cốt giải nỗi oan của mình.

## Thông tin thêm
Cao Bá Đạt (1808-1855) là cha Cao Bá Nhạ là và anh sinh đôi với Cao Bá Quát. Ông sinh ra ở làng Phú Thị, huyện Gia Lâm, tỉnh Bắc Ninh, nay thuộc ngoại thành Hà Nội.
Năm Giáp Ngọ (1834), ông đỗ cử nhân (sau Cao Bá Quát một khoa), được bổ làm Tri huyện Nông Cống tỉnh Thanh Hóa, và có tiếng là một viên quan mẫn cán và thanh liêm.
Sau khi Cao Bá Quát khởi binh chống nhà Nguyễn năm 1854 ở Mỹ Lương rồi bị bắn chết tại trận (tháng 12 năm Giáp Ngọ - đầu năm 1855), ông đang tại chức cũng bị bắt giải về kinh đô Huế. Dọc đường, ông làm một tờ trần tình rồi dùng dao đâm cổ tự vẫn.
Danh sĩ Nguyễn Văn Siêu có làm câu đối chữ Hán để truy điệu hai anh em ông (tức ông và Cao Bá Quát) như sau:
Ta tai! Quán cổ tài danh, nan đệ nan huynh, bất thế ngẫu sinh hoàn ngẫu tử;
Dĩ hỉ! Đáo đầu sự thế, khả liên khả ố, hỗn trần lưu xú diệc lưu phương.
Tạm dịch:
Thương thay! Tài điệu tót vời, khó anh khó em, một cặp cùng sinh lại cùng thác;
Thôi nhĩ! Sự cơ đến vậy, đáng thương đáng ghét, nghìn năm dây xấu cũng dây thơm.

## Sách tham khảo
- Dương Quảng Hàm, Việt Nam thi văn hợp tuyển. Trung tâm học liệu xuất bản tại Sài Gòn. Bản in lần thứ 9, năm 1968.
- Nhiều người soạn, Từ điển Văn học (bộ mới, mục từ do Đặng Thị Hảo soạn). NXb Thế giới, 2004.
- Nguyễn Q. Thắng-Nguyễn Bá Thế, Từ điển nhân vật lịch sử Việt Nam. Nhà xuất bản KHXH, 1992.